# Nassarius niger
Nassarius niger is een slakkensoort uit de familie van de fuikhorens (Nassariidae). De wetenschappelijke naam van de soort werd in 1848 voor het eerst geldig gepubliceerd door Hombron & Jacquinot.